# خلية معضوضة
الخلية المعضوضة (degmacyte أو bite cell) هي خلية دم حمراء ناضجة ذات شكل غير طبيعي مع جزء نصف دائري واحد أو أكثر تمت إزالته من هامش الخلية، والمعروفة باسم "العضات".  تنتج هذه "العضات" عن الإزالة الميكانيكية للهيموجلوبين المشوه أثناء الترشيح الطحالي حيث تحاول الخلايا الحمراء الهجرة عبر الشقوق البطانية من الحبال الطحالية إلى الجيوب الطحالية. من المعروف أن خلايا العض تكون نتيجة لعمليات انحلال الدم التأكسدي، مثل نقص هيدروجيناز الجلوكوز 6 فوسفات، حيث يؤدي الإجهاد التأكسدي غير المنضبط إلى تسوس الهيموجلوبين وتكوين أجسام هاينز. يمكن أن تحتوي خلايا العض على أكثر من "عضة" واحدة. تكون "العضات" في الخلايا المعضوضة أصغر من أجزاء خلايا الدم الحمراء المفقودة التي تظهر في الخلايا المنفلقة.

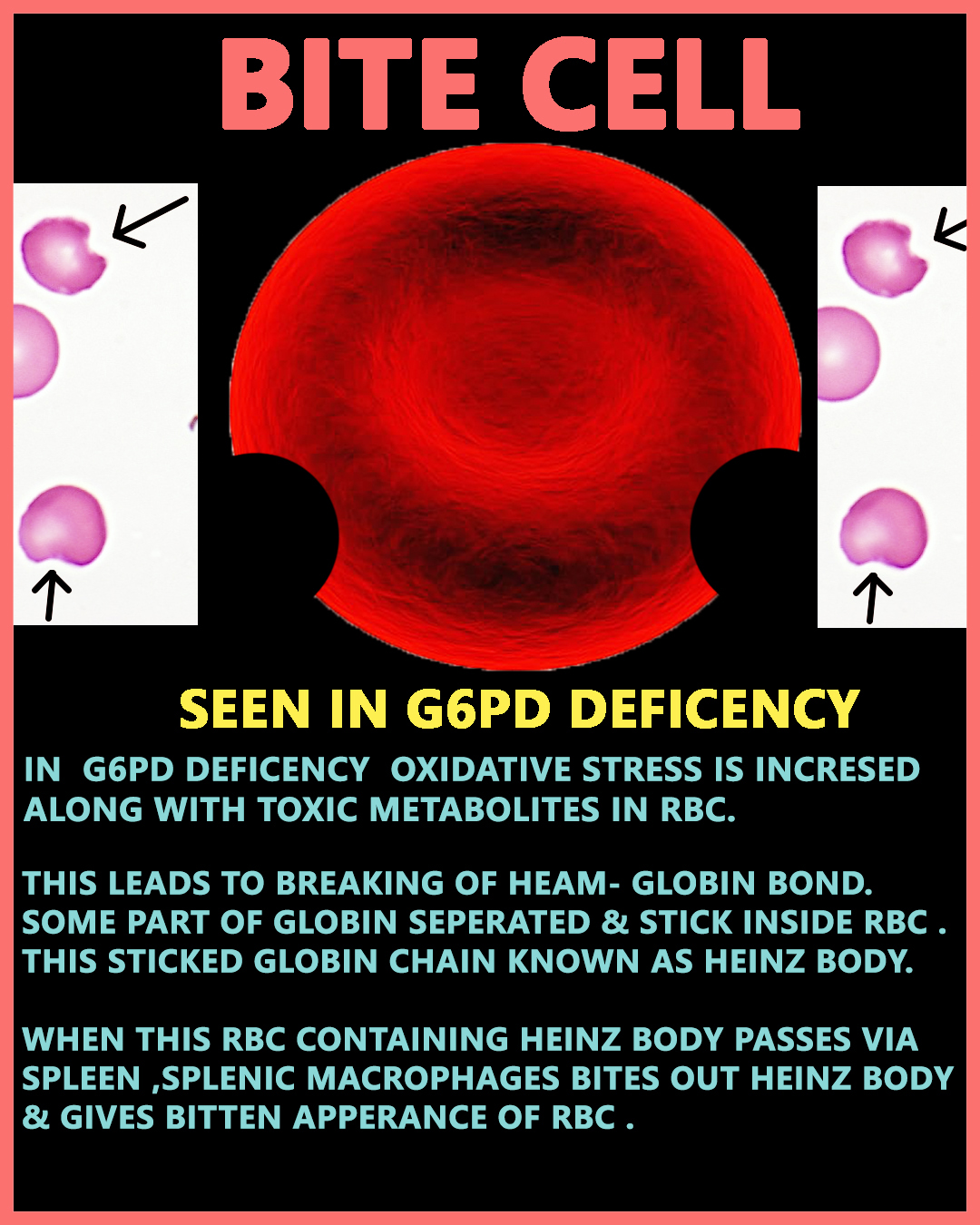
الخلايا المعضوضة

عادةً ما تظهر الخلايا المعضوضة أصغر حجمًا وأكثر كثافة وأكثر انقباضًا من خلايا الدم الحمراء الطبيعية بسبب العضات. قد يختلف ظهور "العضات" في خلايا الدم الحمراء من حيث العدد والنعومة والحجم. يمكن لهذه الخلايا أيضًا أن تظهر تأثيرات محيطية أخرى.